# فرید مراد
فرید مراد (به انگلیسی: Ferid Murad) (۱۴ سپتامبر ۱۹۳۶ – ۴ سپتامبر ۲۰۲۳) پزشک و داروشناس اهل ایالات متحده آمریکا و برنده جایزه نوبل پزشکی در سال ۱۹۹۸ بود.
او در سال ۱۹۳۶ در ایندیانا در آمریکا و در یک خانواده آلبانیایی-تبار متولد شد و در حال حاضر استاد بازنشستهٔ مرکز علوم درمانی دانشگاه تگزاس در هیوستون آمریکا است.